# Acanthistius ocellatus
Acanthistius ocellatus е вид лъчеперка от семейство Serranidae. Видът е незастрашен от изчезване.

## Разпространение и местообитание
Разпространен е в Австралия (Виктория, Куинсланд, Лорд Хау, Макуори, Нов Южен Уелс и Тасмания).
Среща се на дълбочина около 0,5 m.

## Описание
На дължина достигат до 45 cm.